# 아듀
아듀(프랑스어: Adieu les cons)는 프랑스에서 제작된 알베르 뒤퐁텔 감독의 2020년 코미디, 드라마 영화이다. 알베르 뒤퐁텔 등이 주연으로 출연하였고 카트린 보조르강 등이 제작에 참여하였다.

## 출연

### 주연
- 알베르 뒤퐁텔
- 비르지니 에피라

### 조연
- 니콜라스 마리에
- 로랑 스토케르
- 불리 라네르스
- 테리 길리엄

## 제작진
- 음향: 장 미농도
- 음향: 귀르우알 코이크갈라스
- 음향: 시릴 홀스
- 미술: 카를로스 콩티
- 의상: 미미 렘피카